# SHINOBU (DA PUMP)
SHINOBU（シノブ、 1980年2月15日 - ）は、日本の元歌手、男性ダンス&ボーカルグループDA PUMPの元メンバーである。
本名、宮良 忍（みやら しのぶ）。沖縄県八重山郡竹富町（小浜島）出身。血液型はO型。ダンス、ラップ、コーラス担当。活動当時の所属事務所はライジングプロダクション。

## 来歴
- 1995年、沖縄アクターズスクールに入学。その後、デュオグループ「KEN&YUKINARI」に合流して3番目のメンバーとなる。その後、ISSAも合流。
- 1997年6月、アイドルグループ「DA PUMP」としてCDデビュー。
- 2004年6月、初のソロアルバムを発売する予定だったが、諸事情により発売中止になった。
- 2005年2月20日、道路交通法違反（酒酔い運転）で現行犯逮捕され、約3か月間の活動謹慎となったが、謹慎期間終了後も「気持ちの整理が不十分」という理由で活動を自粛していた。
- 2006年4月7日、公式ウェブサイトにて正式にDA PUMPからの脱退を発表[1]。その後芸能界を引退。
- 2008年12月26日、公式ブログ「宮良忍オフィシャルブログ「YAEYAMAN」powered by Ameba」を開設。
- 2012年9月27日、『有田とマツコと男と女』に出演。約7年半ぶり、引退後初のテレビ出演。
- 2018年10月4日、『アウト×デラックスSP』に出演[2]。
- 現在は、かねてより交際していた一般女性と2016年12月に結婚しており、2017年1月に第1子、2018年7月には第2子が誕生し、2児の父となっている[3][4][5][6]。故郷の小浜島で民宿を営んでいる[7]。

## 人物
- 得意なダンスジャンルはハウス。
- もともとはミュージシャンを目指しており、中学生の頃に音楽の授業で音楽に興味を持ち母親からギターを習いバンドを組んで子供から大人まで参加するイベントなどで「ヘイ・ジュード」などを披露していた。
- 実家は「民宿みやら」で、父親が経営していたが、現在は自身が経営を引き継いでいる。
- 子供の頃に泊まりに来ていた東野幸治に「新幹線を見たことないくせに～」と言われたことがある。
- DA PUMP時代、ライブでは毎回「忍のサム☆ギャグコーナー」があった。

## 出演

### テレビ
- ちゅらさん （2001年・2003年・2004年、NHK）- 与那原誠役
- 六本木野獣会 （2001年7月2日 - 30日、日本テレビ）- 主演
- アウト×デラックス (2018年10月4日、フジテレビ)
- スギちゃんの旅は浪漫だぜぇ（2025年1月19日、TOKYO MX）- ナビゲーター[8]

### 映画
- アンドロメディア (1998年) - カズマ
- ドリームメーカー (1999年) - 五十嵐
- 風が通り抜ける道（2024年） - 仁

## ディスコグラフィ

### アルバム
- 地球に咲く花 （2004年6月3日） CCCD AVCT-10123
品番も存在し発売予定だったが中止となった。

## 書籍

### 写真集
- シノブラ （2003年6月27日、ISBN 4-391-12829-2）